# Regering van Suriname
De regering van Suriname is een onderdeel van het politieke systeem in Suriname en bestaat uit de president, vicepresident en ministers. Sinds 2025 regeert het kabinet-Simons, met als president Jennifer Geerlings-Simons (NDP) en vicepresident Gregory Rusland (NPS). 
De vicepresident is de voorzitter van de Raad van Ministers (RvM). De regelgeving achter de regering is vastgelegd in de grondwet van Suriname uit 1987.